# Piaf (film, 1974)
Pour les articles homonymes, voir Piaf.
Pour plus de détails, voir Fiche technique et Distribution.
Piaf est un film français réalisé par Guy Casaril et écrit par Marc Behm, sorti en 1974. Ce film fut tiré de Piaf, un livre qu'avait écrit Simone Berteaut, la grande amie d'Édith Piaf.

## Synopsis
Édith Gassion nait en 1915 dans la misère. Jeune fille, elle chante dans les rues de Paris jusqu'au jour où elle a rencontre Louis Leplée, un directeur de cabaret... Le réalisateur de ce film, Guy Casaril, tente de reconstituer, non pas par des images de l'époque mais en recourant à la fiction, les premières années de Piaf, jusqu'à son triomphe à l'A.B.C. en 1937,. Il s'appuie notamment sur le récit de cette période par une amie d’Édith Piaf, Simone Berteaut, dressé dans un ouvrage publié en 1969 par les éditions Robert Laffont, Piaf : récit,.

## Fiche technique
- Titre : Piaf
- Réalisation : Guy Casaril
- Assistant réalisateur : Michel Leroy
- Scénario : Marc Behm, d’après la biographie écrite par Simone Berteaut
- Direction artistique : François de Lamothe
- Costumes : Rosine Delamare
- Image : Edmond Séchan
- Montage : Louisette Hautecoeur et Henri Taverna
- Musique : Ralph Burns
- Son : René-Christian Forget
- Société de production : Les Films Feuer and Martin
- Société de Distribution : LCJ Éditions et Productions
- Pays d’origine : France
- Langue : français
- Format : couleur
- Genre : biographique, drame
- Durée : 98 min (France) - 104 min. (États-Unis)
- Date de sortie : 10 avril 1974

## Distribution
- Brigitte Ariel : Édith Piaf
- Pascale Christophe : Momone
- Guy Tréjan : Louis Leplée
- Pierre Vernier : Raymond Asso
- Jacques Duby : Julien
- Anouk Ferjac : Madeleine
- Sylvie Joly : Lulu
- Michel Duplaix
- Louisette Hautecoeur
- Kenneth Welsh
- Nicole Pescheux
- François Dyrek
- Michel Bedetti
- Michel Leroy
- Valerie Obadia : Édith Piaf enfant

## Accueil
Le film est un échec commercial, un flop,. L'accueil de la presse est mitigé. Ainsi, Claude Fléouter, dans le journal Le Monde, trouve une certaine audace à cette tentative de reconstitution d'un parcours devenu mythique, par Guy Casaril et Marc Behm. Il salue l'interprétation de Brigitte Ariel dans le rôle de la célèbre chanteuse. Mais il trouve cette reconstitution un peu naïve et cédant à des conventions, par exemple lorsque Piaf, dans ce film, chante « en 1931 sous une affiche du film Un de la légion qui, d'ailleurs, ne fut réalisé qu'en 1936 ».